# Adina Izarra
Adina Izarra (* 27. August 1959 in Caracas) ist eine venezolanische Komponistin.

## Leben
Izarra studierte in Caracas am Conservatorio Nacional de Musica Juan José Landaeta sowie bei Alfredo del Mónaco und bis 1989 an der University of York, England, Komposition bei Vic Hoyland und Elektroakustische Musik bei Richard Orton. Anschließend kehrte sie nach Venezuela zurück und unterrichtete an der Universidad Simón Bolívar in Caracas. Seit 2016 lehrt sie an der Universidad de las Artes in Guayaquil, Ecuador.
Ihr Schaffen umfasst Orchesterwerke, Konzerte, Theater-, Kammer-, Klavier-, Flöten- und Gitarrenmusik sowie Elektronische, Elektroakustische Musik und Videokunst. In einigen Werken beschäftigt sie sich mit konkreter Musik und Vogelstimmen, auch Elemente der Alten Musik und politische Themen fließen in ihr Werk mit ein.

## Auszeichnungen
Sie wurde viermal mit dem Nationalpreis für Komposition ausgezeichnet (1984, 1985, 1990 und 1991) und war dreimal die Vertreterin Venezuelas bei der International Society of Contemporary Music. Von 1999 bis 2001 war sie Mitglied im Exekutivkomitee der Gesellschaft. 2002 wurde sie Mitglied des Colegio de Compositores Latinoamericanos de Música de Arte.

## Werke
- Oshunmare, Konzert für Violine und Orchester, 1982
- Mira für zwei Pianisten und Erzähler, 1983
- Tejedora de Arpilleras Magicas für Sinfonieorchester, 1985
- Plumismo für Piccoloflöte, 1986
- Pitangus Sulphuratus, Konzert für Flöte und Streicher, 1987
- Vojm für Stimme und Elektronik, 1988
- A Traves de algunas Transparencias für Harfe, 1989
- Margarita für Sopran, Gitarre und Flöte, 1989
- Silencios für Gitarre, 1989
- Reverón für Flöte, Oboe und Kontrabass, 1989
- Querrequerres für zwei Piccoloflöten, 1989
- Desde una ventana con Loros für Gitarre, 1989
- A Dos für Flöte und Gitarre, 1991
- Dos Movimientos para Quinteto für Gitarre und Streichquartett, 1991
- Concierto para guitarra, 1991
- Homenaje für Kammerorchester, 1991
- Luvina für Bassflöte, 1992
- El Amolador für Flöte, 1992
- Eröffnungsmusik zu den „Trojanerinnen“ von Euripides, 1993
- Carrizos für Flöte, 1994
- Folias de España für Gitarre, 1995
- Estudio sobre la cadencia Landini für Klavier, 1996
- Oratorio Profano, 1997
- Retratos de Macondo für Klarinette, Fagott und Klavier, 1997
- Concierto de Arpa, 1997
- Tres cortos für Flöte und Gitarre, 1998
- Guacaipuro, Oper, 2000
- Tres Cortos für Klavier und Flöte, 2001
- Folías de España für Harfe, 2002
- A la Caccia für Blockflöte, Theorbe und Gambe, 2002
- A la Caccia für Streichorchester, 2003
- Cónclave für Klavier, 2003
- Dos Miniaturas Medievales für Klarinette und Klavier, 2003
- Corto für Gitarre und Streichquartett, 2003
- Tercer Aria für Oboe, Klarinette und Fagott, 2004
- Aria 3c für Blockflöte, Bajón und Gitarre, 2004
- La Tierra es nuestra casa für Streichquartett, 2004
- De Viseé für Theorbe und Laptop, 2004
- Vihuela in Zusammenarbeit mit Rubén Riera, für Vihuela und Elektronik, 2005
- Toda mi vida hos amé, Video (mit Illustrationen aus El Maestro von Luis de Milán), 2006
- 10° 29' N, Akusmatika, 2007
- Concierto für Klarinette und Kammerorchester, 2010
- Primer Zibaldone für Barocklaute und Elektronik, 2013
- Cinco piezas breves für Orchester, 2013
- Arietta for the 150, gewidmet den Todesopfern bei den Friedensdemonstrationen 2017 in Venezuela, 2018
- Alma atemporal, audiovisueller Essay zum 200. Jahrestag der Unabhängigkeit von Guayaquil, 2020
- Cornucopia, Video über das gleichnamige Werk von Nancy Friedeman(n)-Sánchez, 2020
- Para que el canto permanezca für Flöte und Elektronik, 2023
- Bow, Akusmatika, 2023
- Tres miradas a Marisol, Streichquartett, 2023